# Marion Wagnerová
Marion Wagnerová (* 1. února 1978, Mohuč, Porýní-Falc) je německá atletka, sprinterka, jejíž specializací je běh na 100 a 200 metrů.

## Kariéra
V roce 1995 získala na juniorském mistrovství Evropy v maďarské Nyíregyháze zlatou medaili ve štafetě na 4 × 100 metrů. O dva roky později totéž zopakovala na šampionátu v Lublani, kde postoupila také do finále běhu na 100 metrů a skončila na čtvrtém místě. V roce 1999 získala na mistrovství Evropy do 23 let v Göteborgu stříbrnou medaili ve štafetě.
Největší úspěch své kariéry zaznamenala v roce 2001 na mistrovství světa v kanadském Edmontonu, kde získala společně s Melanie Paschkeovou, Gaby Rockmeierovou a Birgit Rockmeierovou stříbrnou medaili ve štafetě na 4 × 100 metrů. Později však kvůli dopingu Kelli Whiteové byly diskvalifikovány americké sprinterky a Němkám byly dodatečně přiděleny zlaté medaile. O rok později na halovém ME ve Vídni doběhla ve finále běhu na 60 metrů na pátém místě. Na mistrovství Evropy v Mnichově 2002 vybojovala stříbrnou medaili (4 × 100 m). V roce 2005 skončila na halovém ME v Madridu šestá (60 m).
V roce 2008 reprezentovala na letních olympijských hrách v Pekingu, kde doběhlo německé kvarteto ve finále na pátém místě. O rok později vybojovala na mistrovství světa v Berlíně společně s Anne Möllingerovou, Cathleen Tschirchovou a Verenou Sailerovou bronzovou medaili ve štafetě na 4 × 100 metrů v čase 42,87 s. Čtvrté Rusky, za které finišovala Julija Čermošanská ztratily na Němky třináct setin sekundy.